# Circo romano di Vienne
Il circo romano di Vienne fu un'antica struttura  costruita agli inizi del IV secolo durante il tardo periodo tetrarchico. Dal 1852 è classificato come Monumento storico di Francia.

## Storia
Il circo venne edificato più probabilmente verso gli inizi del IV secolo, su una preesistente struttura del I secolo. Questa struttura fu edificata in questo periodo poiché la città era seconda, al tempo della tetrarchia di Diocleziano, solo ad Augusta Treverorum. Non a caso numerosi Imperatori romani qui soggiornarono, come Costantino I (tra il 307 ed il 312), Flavio Claudio Giuliano (nel 360/361) e Valentiniano II nel 392.

## Struttura

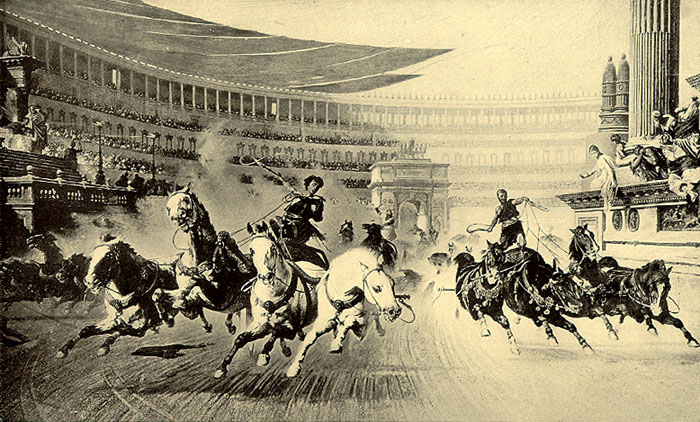
Ipotesi dei ludi circensi in un immaginario circo dell'antica Roma (1913).

Il Circus era posizionato nella parte sud dell'antica città di Vienna Allobrogum, non molto distante dal fiume Rodano. L'impianto misurava attorno ai 455 metri di lunghezza e 118 di larghezza. L'arena interna misurava invece 441 metri di lunghezza e 101 di larghezza. La distanza tra i carceres e la "spina centrale" era di 138 metri, mentre quest'ultima misurava 262 metri di lunghezza complessiva (larga invece 7,8 metri). Dalla parte finale della "spina" poi alla "curva" vi erano 41 metri di distanza. La piramide egizia oggi visibile al centro della piazza (alta 15,5 metri, con base 23,35, era fatta di granito delle cave di Aswan), si trovava una volta lungo l'antica "spina" del circus. La cavea era invece profonda 8,5 metri circa da entrambe le parti. La capienza complessiva dell'intera struttura sembra potesse ospitare almeno una decina di migliaia di spettatori lungo le sue gradinate.

## Archeologia dell'antico circo
I primi scavi risalirebbero alla metà del XIX secolo, più precisamente al 1853. Scavi successivi furono condotti negli anni 1903-1907 per constatare le reali dimensioni dell'impianto. Le sole rovine oggi visibili appartengono all'obelisco a forma di piramide noto presso la località di Vienne semplicemente come "La Piramide".